# 安田佳生
安田 佳生（やすだ よしお、1965年1月19日 - ）は日本の実業家、作家。元・株式会社ワイキューブ代表取締役社長。株式会社安田佳生事務所代表取締役、NPO法人中小企業共和国理事長。境目研究家。株式会社ぼくら社編集長。

## 経歴
1965年1月19日、大阪府に生まれる。桃山学院高等学校卒業後、18歳でアメリカ合衆国に渡り、オレゴン州立大学で生物学を専攻。帰国後、株式会社リクルート営業部に就職。1990年11月21日、人材コンサルタント会社の株式会社ワイキューブを設立。倒産前は人材コンサルタントにならび、中小企業向けのCI・企業ブランディング支援も行なっていた。
2011年3月30日、株式会社ワイキューブが民事再生法の適用申請をした。資本金8,775万円、負債約40億円、倒産時の従業員88名、売上のピークは2007年5月期の約46億1400万円。
2013年、ニート（若年失業者・無職者）による会社「NEET株式会社」の設立に参画。

### テレビ番組
- 日経スペシャル ガイアの夜明け できる新卒を採れ ～人材獲得大作戦～（2006年4月11日、テレビ東京）[4]。- 新卒採用の秘策を取材。

## 書籍

### 著書
- 『採用の超プロが教える できる人できない人』（2003年2月10日、サンマーク出版）ISBN 9784763194909
  - 『採用の超プロが教える できる人できない人』（2006年3月1日、サンマーク出版 サンマーク文庫）ISBN 9784763184184
- 『採用の超プロが教える 仕事の選び方人生の選び方』（2003年11月10日、サンマーク出版）ISBN 9784763195517
  - 『採用の超プロが教える 仕事の選び方人生の選び方』（2006年3月1日、サンマーク出版 サンマーク文庫）ISBN 9784763184191
- 『採用の超プロが教える 伸ばす社長つぶす社長』（2004年10月25日、サンマーク出版）ISBN 9784763196057
  - 『採用の超プロが教える 伸ばす社長つぶす社長』（2006年3月1日、サンマーク出版 サンマーク文庫）ISBN 9784763184207
- 『千円札は拾うな。』（2006年1月25日、サンマーク出版）ISBN 9784763196804
  - 『千円札は拾うな。』（2008年8月15日、サンマーク出版 サンマーク文庫）ISBN 9784763184641
- 『下を向いて生きよう。』（2007年11月20日、サンマーク出版）ISBN 9784763197962
  - 『嘘つきは社長のはじまり。』（2008年9月25日、サンマーク出版）ISBN 9784763184658 - 『下を向いて生きよう。』を改題し、文庫化したもの
- 『検索は、するな。』（2009年4月20日、サンマーク出版）ISBN 9784763199102
- 『ぐっとくる？ 選ばれる新法則』（2011年2月15日、サンマーク出版）ISBN 9784763131126
- 『私、社長ではなくなりました。 ワイキューブとの7435日』（2012年2月29日、プレジデント社）ISBN 9784833420006
- 『疑問論 なぜ今日も会社に向かってしまうのか？』（2013年10月11日、ぼくら社/プレジデント社）ISBN 9784833441216
- 『自分を磨く働き方 媚びない！群れない！属さない！』（2015年12月14日、フォレスト出版）ISBN 9784894516939

### 監修
- 『小さな勝ち組企業が選んだブランド戦略 人が人を呼ぶブランディング実践企業8の実例』（著者:ワイキューブ）（2011年3月1日、美術出版社）ISBN 9784568240436

### メルマガ
- 『境目研究メルマガ - すべての答えは境目に埋まっている -』（楽天kobo、2012年3月Vol.001～2012年8月Vol.025）